# (3107) Weaver
(3107) Weaver es un asteroide perteneciente al cinturón de asteroides, descubierto el 5 de mayo de 1981 por Carolyn Shoemaker desde el Observatorio del Monte Palomar, Estados Unidos.

## Designación y nombre
Designado provisionalmente como 1981 JG2. Fue nombrado Weaver en honor al periodista editor de artículos espaciales estadounidense Kenneth Weaver.